# Сподња Каномља
Сподња Каномља (словен. Spodnja Kanomlja, итал. Canonla Bassa) је насељено место у општини Идрија, Горишка регија, Словенија.

## Историја
До територијалне реорганизације у Словенији била је у саставу старе општине Идрија.

## Становништво
У попису становништва из 2011. године, Сподња Каномља је имала 258 становника.
| Број становника према пописима | Број становника према пописима | Број становника према пописима |
| ------------------------------ | ------------------------------ | ------------------------------ |
| 1991                           | 2002                           | 2011                           |
| 308                            | 253                            | 258                            |

Напомена: Године 1997. умањено за делове насеља који су везани за насеља Мрзли Врх и Сподња Идрија. Године 2006. смањен за део насеља који је са издвојеним делом спојен од насеља Средња Каномља у ново самостално насеље Разпотје.